# Smrduša
Smrduša este un sat din comuna Nikšić, Muntenegru. Conform datelor de la recensământul din 2003, localitatea are 29 de locuitori (la recensământul din 1991 erau 73 de locuitori).

## Demografie
În satul Smrduša locuiesc 25 de persoane adulte, iar vârsta medie a populației este de 45,0 de ani (40,9 la bărbați și 52,4 la femei). În localitate sunt 9 gospodării, iar numărul mediu de membri în gospodărie este de 3,22.
Populația localității este foarte eterogenă.
|  |

| Demografie | Demografie | Demografie |
| An         | Locuitori  | Locuitori  |
| ---------- | ---------- | ---------- |
|            |            |            |
|            |            |            |
|            |            |            |
|            |            |            |
| 1948       | 175        |            |
| 1953       | 198        |            |
| 1961       | 164        |            |
| 1971       | 123        |            |
| 1981       | 80         |            |
| 1991       | 73         | 66         |
| 2003       | 29         | 29         |

| \| Componența etnică conform recensământului din 2003[2] \| Componența etnică conform recensământului din 2003[2] \| Componența etnică conform recensământului din 2003[2] \| Componența etnică conform recensământului din 2003[2] \| Componența etnică conform recensământului din 2003[2] \| \| ----------------------------------------------------- \| ----------------------------------------------------- \| ----------------------------------------------------- \| ----------------------------------------------------- \| ----------------------------------------------------- \| \| \| \| \| \| \| \| Muntenegreni \| Muntenegreni \| \| 11 \| 37,93% \| \| Sârbi \| Sârbi \| \| 9 \| 31,03% \| \| Iugoslavi \| Iugoslavi \| \| 2 \| 6,89% \| \| necunoscută \| necunoscută \| \| 0 \| 0% \| |              |  |    |        |
| Componența etnică conform recensământului din 2003 |              |  |    |        |
| |              |  |    |        |
| Muntenegreni | Muntenegreni |  | 11 | 37,93% |
| Sârbi | Sârbi        |  | 9  | 31,03% |
| Iugoslavi | Iugoslavi    |  | 2  | 6,89%  |
| necunoscută | necunoscută  |  | 0  | 0%     |